# Pseudocellus pelaezi
Espèce
Synonymes
- Cryptocellus pelaezi Coronado-Gutiérrez, 1970

Pseudocellus pelaezi est une espèce de ricinules de la famille des Ricinoididae.

## Distribution
Cette espèce est endémique du Mexique. Elle se rencontre au San Luis Potosí dans la grotte Cueva de Taninul et au Tamaulipas dans la grotte Cueva de la Florida,.

## Description
Le mâle holotype mesure 5,05 mm.

## Publication originale
- Coronado-Gutiérrez, 1970 : Estudio de un Cryptocellus de cavernas de Mexico (Arach. Ricin.). Ciencia, no 27, p. 47-60 (texte intégral).